# Azione Wagner-Bürckel
L'Azione Wagner-Bürckel (in tedesco: Aktion Wagner-Bürckel) fu l'operazione che portò alla deportazione di oltre 6.500 ebrei dalle regioni del Baden e dal Gau Saar-Palatinato, destinati al campo di internamento di Gurs in Francia; ebbe luogo il 22 e 23 ottobre 1940 e prese il nome da Robert Heinrich Wagner e da Josef Bürckel, all'epoca a capo dell'amministrazione civile (in tedesco, Chefs der Zivilverwaltung, CdZ) delle regioni Alsazia e Lorena.

## Storia
La deportazione degli ebrei dalla Germania avvenne in massa nel 1940, in maniera sistematica e meticolosamente preparata per gli oltre 6.500 ebrei. Storicamente questa azione deve essere collegata alle precedenti misure per escludere e perseguitare gli ebrei nel Reich, tramite l'espulsione di 20.000 ebrei alsaziani dalla Francia non occupata e con le deportazioni degli ebrei dall'Austria verso il Governatorato Generale, e alla successiva deportazione degli ebrei dalla Germania nei ghetti, nei campi di lavoro e di sterminio costruiti nell'Europa orientale dall'ottobre 1941. Il governo francese, non informato preventivamente, dovette reagire all'azione entro poche ore e decise di inviare i deportati al campo di Gurs, ai piedi dei Pirenei, istituito nel 1939 per i profughi della guerra civile spagnola.

### La politica di esclusione e persecuzione degli ebrei nel "Terzo Reich"
Il regime nazionalsocialista radicalizzò gradualmente la politica repressiva antisemita. Con la presa del potere nazista tra il 1933 e il 1935, gli ebrei furono diffamati dalla propaganda ed esclusi dall'attività economica. Le prime misure antisemite furono il "boicottaggio degli ebrei" del 1º aprile 1933 e la legge del 7 aprile 1933 che ripristinò il servizio civile professionale, mandando i funzionari "non ariani" in pensione, tranne i veterani di guerra. 
Insegnanti e professori, scolari e studenti ebrei furono sistematicamente esclusi da scuole e università, mentre medici, avvocati e imprenditori furono costretti a rinunciare alla pratica o agli affari a causa delle misure repressive. Il 15 settembre 1935, un altro passo verso la radicalizzazione fu l'emanazione delle leggi di Norimberga, in base alle quali i cittadini ebrei persero i diritti fondamentali, come il diritto di voto, e furono vietati i matrimoni misti. Nel 1939 l'esclusione e la persecuzione degli ebrei si intensificò ulteriormente: nel pogròm del novembre 1938 (meglio noto come Notte dei cristalli) fu usata la violenza fisica verso le persone, le attività ebraiche furono distrutte e le sinagoghe incendiate. In seguito circa 30.000 uomini ebrei furono imprigionati nei campi di concentramento di Buchenwald, Dachau e Sachsenhausen, eventi che i nazionalsocialisti giustificarono con la cosiddetta custodia protettiva.
In una conferenza del 12 novembre 1938, convocata da Hermann Göring, fu approvato il decreto per eliminare gli ebrei dalla vita economica tedesca. Tutti gli ebrei del Reich furono in gran parte espropriati dei loro beni, esclusi dalla vita culturale e pubblica e costretti ad emigrare: l'obiettivo generale fu rendere il Reich tedesco judenfrei, nel gergo nazionalsocialista dell'epoca "libero dagli ebrei". In questa conferenza furono discussi per la prima volta i piani per la ghettizzazione e deportazione degli ebrei tedeschi all'estero. Nel gennaio 1939 Reinhard Heydrich ricevette da Göring l'ordine di risolvere la "questione ebraica" attraverso l'emigrazione forzata, indicata nel gergo nazista come "evacuazione", o la deportazione. A tal fine fu fondato il Centro del Reich per l'emigrazione ebraica sotto la guida di Heydrich, costruito sul modello dell'Ufficio centrale per l'emigrazione ebraica di Vienna, fondato poco dopo l'annessione dell'Austria nell'agosto 1938 dal Commissario del Reich Josef Bürckel, che fu anche Gauleiter del Saar-Palatinato guidato da Adolf Eichmann.
Le deportazioni avvevivano già prima dell'Aktion Wagner-Bürckel. Alla fine di ottobre 1938, a seguito della campagna di Heydrich in Polonia, circa 17.000 ebrei polacchi furono deportati a Bentchen, Konitz e Beuthen. Questa azione fu innescata da un decreto del governo polacco, secondo il quale gli ebrei avrebbero perso la cittadinanza polacca entro il 30 ottobre 1938, a meno che non avessero un certificato del consolato polacco, rilasciato a condizione di poter provare l'esistenza del collegamento con la Polonia negli ultimi cinque anni. Le autorità di frontiera polacche non erano state informate di questa espulsione forzata.
L'emigrazione degli ebrei raggiunse l'apice nel 1938-1939: in seguito allo scoppio della seconda guerra mondiale e con la rapida vittoria su Polonia e Francia, gli sforzi nazionalsocialisti accelerarono l'eliminazione degli ebrei dal Reich tedesco. Tra il 1938 e il 1940 il Ministero degli Esteri e l'Ufficio centrale per la sicurezza del Reich (RSHA) considerarono l'espulsione e la deportazione nell'isola coloniale francese del Madagascar. Nel settembre 1940 il piano fu momentaneamente accantonato, poiché la deportazione all'estero inizialmente non sembrava fattibile a causa della resistenza britannica. Fu riconsiderato anche il reinsediamento degli ebrei nel Governatorato Generale, scelta che incontrò la resistenza del governatore Hans Frank. A queste due idee di reinsediamento possono essere attribuite le deportazioni seguite al Piano Nisko, le deportazioni collettive dal "Vecchio Reich" e l'Aktion Wagner-Bürckel. 
Tra il 19 e il 20 ottobre 1939 gli ebrei di Ostrava, Vienna e Katowice furono deportati e inviati verso la città di Nisko, dove andava stabilita una "riserva ebraica". A partire dal 27 ottobre 1939 seguirono ulteriori trasporti da Vienna e Katowice, ma le operazioni furono interrotte l'anno successivo, perché la Wehrmacht e Heinrich Himmler rivendicarono l'uso dei mezzi di trasporto per l'insediamento dei "tedeschi etnici" nei territori occupati. Nell'aprile 1940 il campo fu chiuso e gli ebrei sopravvissuti furono rimandati indietro. L'Ufficio per l'emigrazione ebraica a Vienna fu determinante nell'organizzazione della deportazione degli ebrei viennesi.
Il 13 febbraio 1940 1.107 ebrei furono deportati da Stettino a Lublino "per ragioni di economia di guerra", come affermato nella riunione dell'RSHA del 30 gennaio 1940. La deportazione di oltre 6.000 ebrei dal Baden e dalla Saar-Palatinato nell'ambito dell'azione Wagner-Bürckel del 22/23 ottobre 1940 a Gurs in Francia fu una delle prime deportazioni antecedenti all'estate del 1941. Il 31 luglio 1941 Hermann Göring incaricò Reinhard Heydrich dei preparativi per una "soluzione della questione ebraica" nella sfera di influenza tedesca in Europa.

### L'armistizio con la Francia
Con la firma dell'armistizio tra il Reich e la Francia il 22 giugno 1940, la campagna tedesca in Francia terminò e la Francia sconfitta fu divisa in un'area a nord e ad ovest occupata dai tedeschi e un'area francese non occupata nel sud. Il governo francese nell'État français ("Stato francese") fu guidato dopo l'armistizio dal maresciallo Philippe Pétain, il popolare vincitore di Verdun nella prima guerra mondiale, e da Pierre Laval; per la sede del governo fu scelta la città termale di Vichy. Il regime di Vichy ha sostituito la Terza Repubblica francese con l'Atto di abilitazione che modifica la Costituzione del 10 luglio 1940.

### La politica ebraica nel regime di Vichy
Il regime di Vichy ha attuato una serie di misure antiebraiche. Il 17 luglio 1940, pochi giorni dopo la fondazione dell'État Français, fu promulgata una legge secondo la quale gli ebrei potevano lavorare nel settore pubblico solo se figli di padre francese. Questa regola fu estesa alle professioni come medici e avvocati nel mese successivo. Le politiche repressive del regime di Vichy si intensificarono nell'ottobre del 1940. 
Il 3 ottobre 1940 fu emanato lo "Statuto ebraico", che definiva cosa doveva intendersi per "ebreo":«Chiunque discende da tre nonni di razza ebraica o da due nonni di razza ebraica, se anche il loro coniuge è ebreo». Si aggiunsero altre professioni vietate a coloro che rientravano nella definizione. Il 4 ottobre 1940 fu approvata una legge che legalizza l'internamento degli ebrei stranieri:«Gli ebrei di origine straniera possono, dopo l'entrata in vigore di questa legge, essere internati in campi speciali previa decisione del prefetto del loro dipartimento di residenza».

### L'istituzione di un sistema di campi nel sud della Francia
Nella primavera del 1939 furono allestiti un gran numero di campi nel sud della Francia, sotto il governo di Édouard Daladier e prima dello scoppio della guerra. Esistevano già durante la guerra civile spagnola come alloggio temporaneo per i rifugiati e per i combattenti della resistenza, come il campi di Barcarès o di Gurs, entrambi sui Pirenei vicino al confine spagnolo. A seguito della guerra con la Germania, il governo francese istituì campi aggiuntivi, circa uno per dipartimento, per internare gli ebrei residenti o provenienti dai paesi con cui la Francia era in guerra, come il campo di Les Milles. La storia di questi campi può essere suddivisa in diverse fasi, a seconda del gruppo di persone internate.

### La pianificazione della deportazione
I "piani di reinsediamento" in una riserva nella Polonia orientale dal 1939 e le prime deportazioni di massa dalla Pomerania e dalla Germania sud-occidentale rappresentano un'area marginalizzata nella ricerca storica e sono stati a lungo sottovalutati come "casi speciali regionali". A causa delle discrepanze e contraddizioni nelle fonti, non c'è ancora un consenso unanime tra gli storici su chi possa essere identificato come ideatore della deportazione degli ebrei dal Baden e dal Saar-Palatinato nell'ex campo di internamento francese di Gurs, che divenne così un campo di concentramento vero e proprio. Dalle prime ricerche emergono come promotori di questa azione Gauleiter Robert Wagner (Baden) e Josef Bürckel (Saarpfalz).. 
Il 2 agosto 1940 i due Gauleiter divennero "capi dell'amministrazione civile" (CdZ) per le regioni dell'Alsazia e della Lorena, con Wagner che cedette a Bürckel l'Alsazia, per formare il nuovo distretto dell'"Alto Reno", e la Lorena, per formare il nuovo Gau "Westmark". Nella letteratura si afferma che Wagner e Bürckel decisero di deportare gli ebrei dall'Alsazia e dalla Lorena nel sud-ovest della Germania in un'azione coordinata.
Lo storico Gerhard J. Teschner è stato in grado di dimostrare che non c'era alcun accordo con il governo francese o con la Commissione franco-tedesca per l'armistizio per espellere gli ebrei dall'Alsazia e dalla Lorena. Sia prima che dopo la deportazione la Francia si lamentò delle misure adottate dai due Gauleiter, che in precedenza avevano colpito anche i residenti filo-francesi dell'Alsazia e della Lorena. Sulla base delle fonti non è possibile chiarire se l'ordine di espulsione sia stato emesso "per ordine del Führer", come si legge in una lettera di Heydrich a Martin Luther, un responsabile del Ministero degli Esteri, del 29 ottobre 1940, o "su richiesta dei due Gauleiter", come menzionato in un rapporto anonimo di Karlsruhe del 30 ottobre 1940, e "approvato dal Führer", come affermava Franz Rademacher del Ministero degli Esteri il 7 novembre 1940. Teschner concluse, in accordo con Jacob Toury, che sembra probabile che gli iniziatori della deportazione fossero i Gauleiter Wagner e Bürckel, che avevano ricevuto l'approvazione di Hitler in una riunione congiunta sull'amministrazione e la germanizzazione dell'Alsazia e della Lorena il 25 settembre 1940. Per il personale, la Gestapo, e il supporto tecnico, i treni speciali, avrebbero collaborato con la RSHA, Heydrich e soprattutto Adolf Eichmann, direttore del "Dipartimento ebraico", e con il quale Bürckel aveva precedentemente collaborato all'attuazione del "Piano Nisko". Tuttavia, Teschner ammette che questa ipotesi non può essere supportata da fonti autorevoli:
"In definitiva, la questione se Wagner o Bürckel fossero i principali iniziatori dell'Aktion deve rimanere aperta, poiché le posizioni dei contemporanei, per quanto convinte, non creano un principio assoluto e, d'altra parte, secondo lo stato attuale delle conoscenze, non esiste nessun documento con la chiara attribuzione della paternità per la deportazione di ottobre a uno dei due Gauleiter. Si dovrebbe quindi presumere che si trattasse di un'azione congiunta voluta da entrambi i Gauleiter e portata avanti insieme con il sostegno dell'Ufficio centrale della sicurezza del Reich.”
Il fatto che non ci sia ancora consenso tra gli studiosi è stato nuovamente confermato dallo storico Wolf Gruner, il quale nega che i due siano stati gli iniziatori di questo piano e ne accusa invece Himmler: "Himmler ha avviato questa nuova azione per ordine di Hitler e non dei Gauleiter, come spesso si pensa. Tuttavia, furono coinvolti nelle loro funzioni statali come governatori del Reich.”

## Deportazione

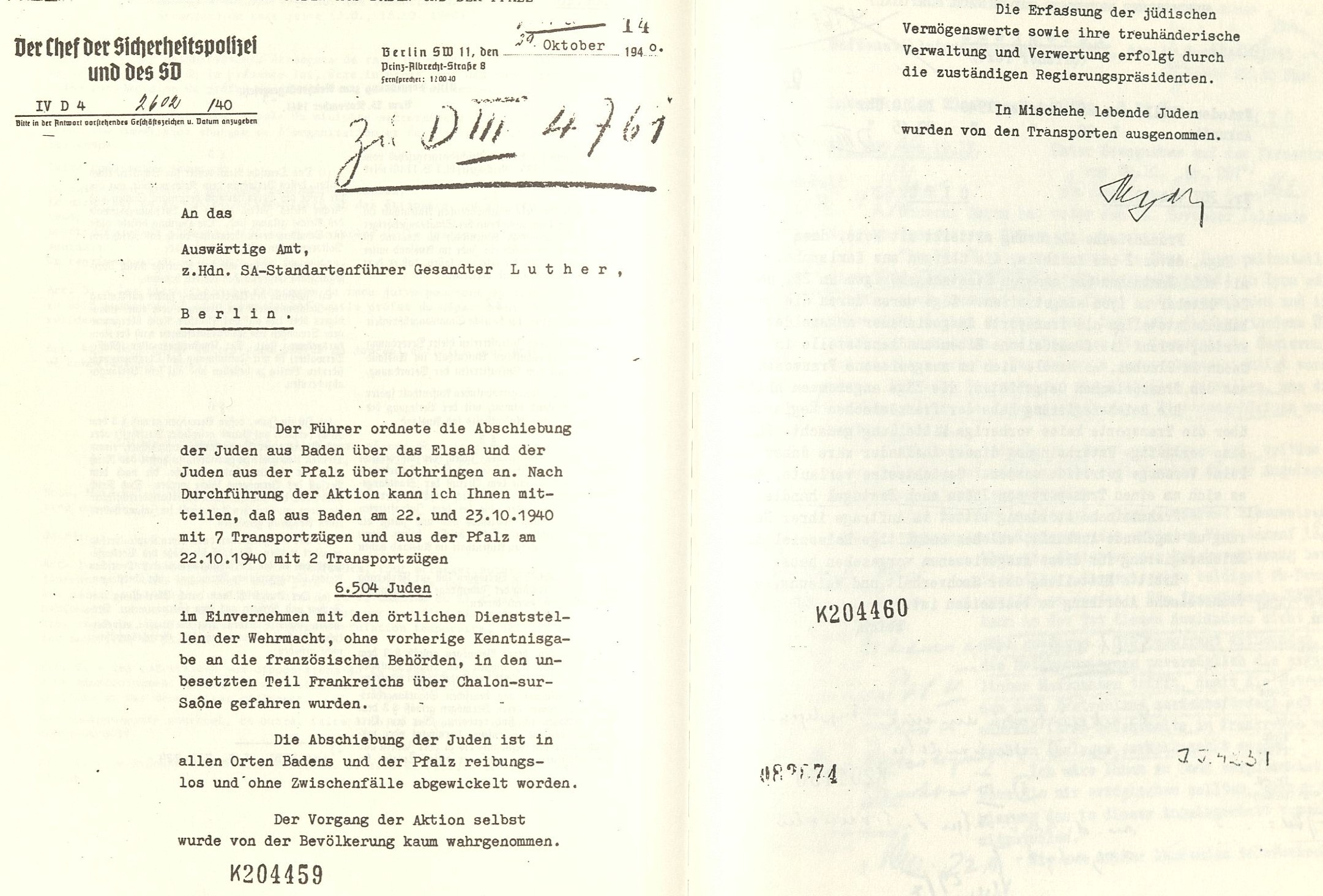
Reinhard Heydrich informa Martin Luther della deportazione

La mattina del 22 ottobre 1940, l'ultimo giorno della festa del Sukkot del 1940, alla popolazione ebraica fu detto di prepararsi in fretta (da 30 minuti a due ore) per il viaggio in autobus. L'ordine si applicava a tutti gli "ebrei a pieno titolo che potevano essere trasportati", dai bambini agli anziani; dopo tutto, c'erano 6.504 tedeschi di origine ebraica. Pochi furono risparmiati, compresi gli ebrei "sposati tra loro". Furono consentiti unicamente 50 kg di bagaglio e 100 Reichsmark in contanti.
Il 22 e 23 ottobre sette treni da Baden e due treni dal Palatinato partirono verso la Francia non occupata via Chalon-sur-Saône. Il viaggio degli ebrei da Baden, via Friburgo in Brisgovia, Breisach, Mulhouse, Avignone e Tolosa durò tre giorni e quattro notti. Furono caricati sui camion a Oloron-Sainte-Marie e la maggior parte fu destinata al campo di internamento francese di Gurs. Alcuni anzianei erano morti durante il viaggio. Il 23 ottobre Wagner riferì a Berlino che il suo Gau era stato il primo Gau del Reich ad essere "libero dagli ebrei". Adolf Eichmann aveva organizzato i trasporti in collaborazione con il Ministero dei Trasporti del Reich e aspettò in macchina all'incrocio della linea di demarcazione a Chalon-sur-Saône fino all'arrivo dell'ultimo dei nove treni dalla Francia non occupata. Il suo superiore, il capo dell'RSHA Reinhard Heydrich, osservò con soddisfazione che le deportazioni erano avvenute "senza intoppi e senza incidenti" e che "la popolazione a malapena le ha notate".
Quando il regime di Vichy pochi giorni dopo si oppose ripetutamente al trasporto degli ebrei senza preavviso, e con una nota di protesta alla Commissione per l'armistizio di Wiesbaden chiese alla parte tedesca "notifica dei fatti e delle istruzioni", il ministro degli Esteri del Reich Joachim von Ribbentrop ordinò di temporeggiare nel trattamento della richiesta ("dilatorisch [zu] behandeln"). Il Ministero degli Esteri federale non ha criticato in linea di principio le deportazioni stesse, ma ha chiesto una futura partecipazione "al processo decisionale", in fondo si trattava di "coordinare le misure future con il Ministero degli Esteri federale, tenendo conto delle considerazioni di politica estera”.

## Il campo di Gurs

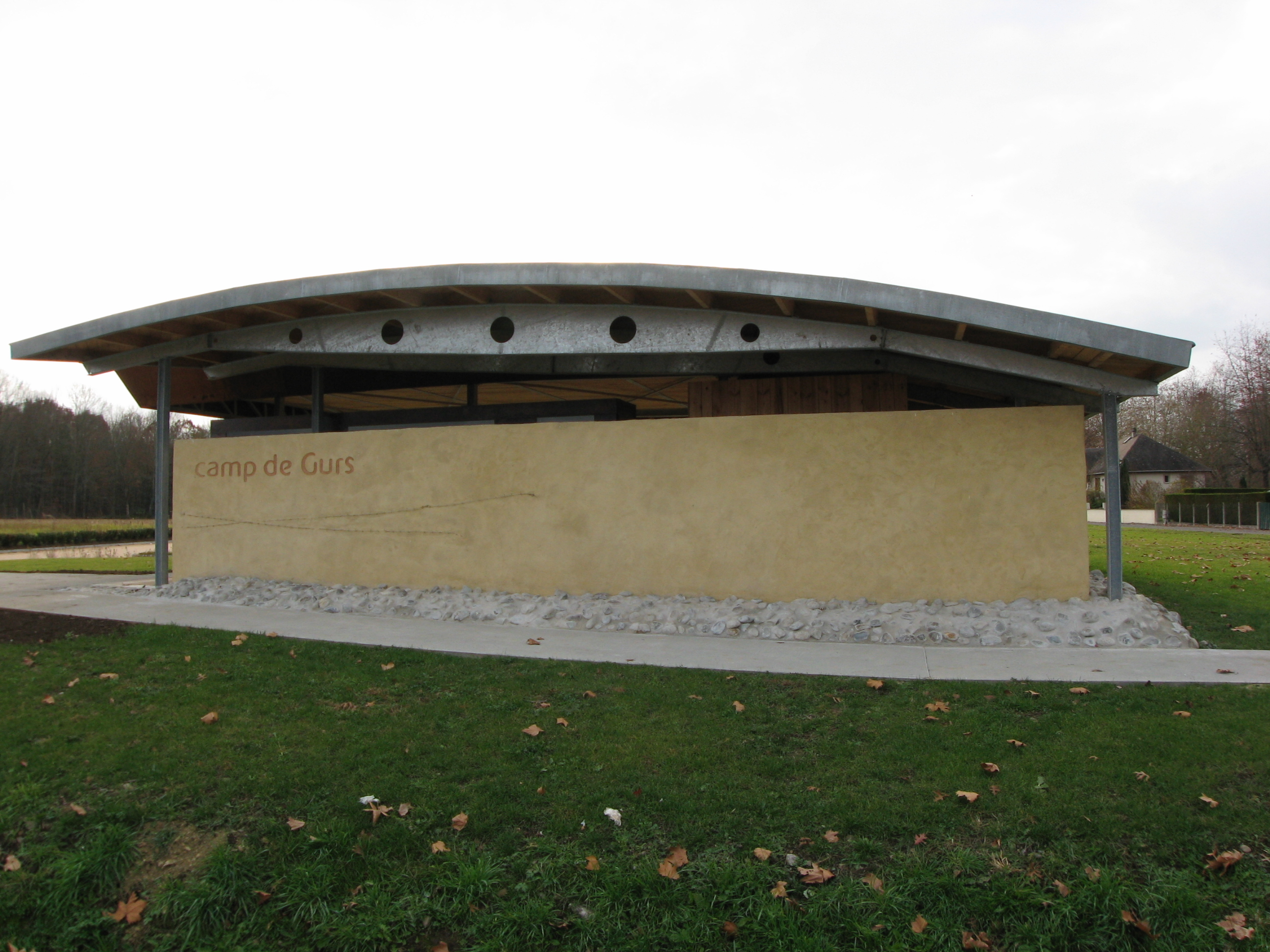
Padiglione informativo al Memorial Camp de Gurs

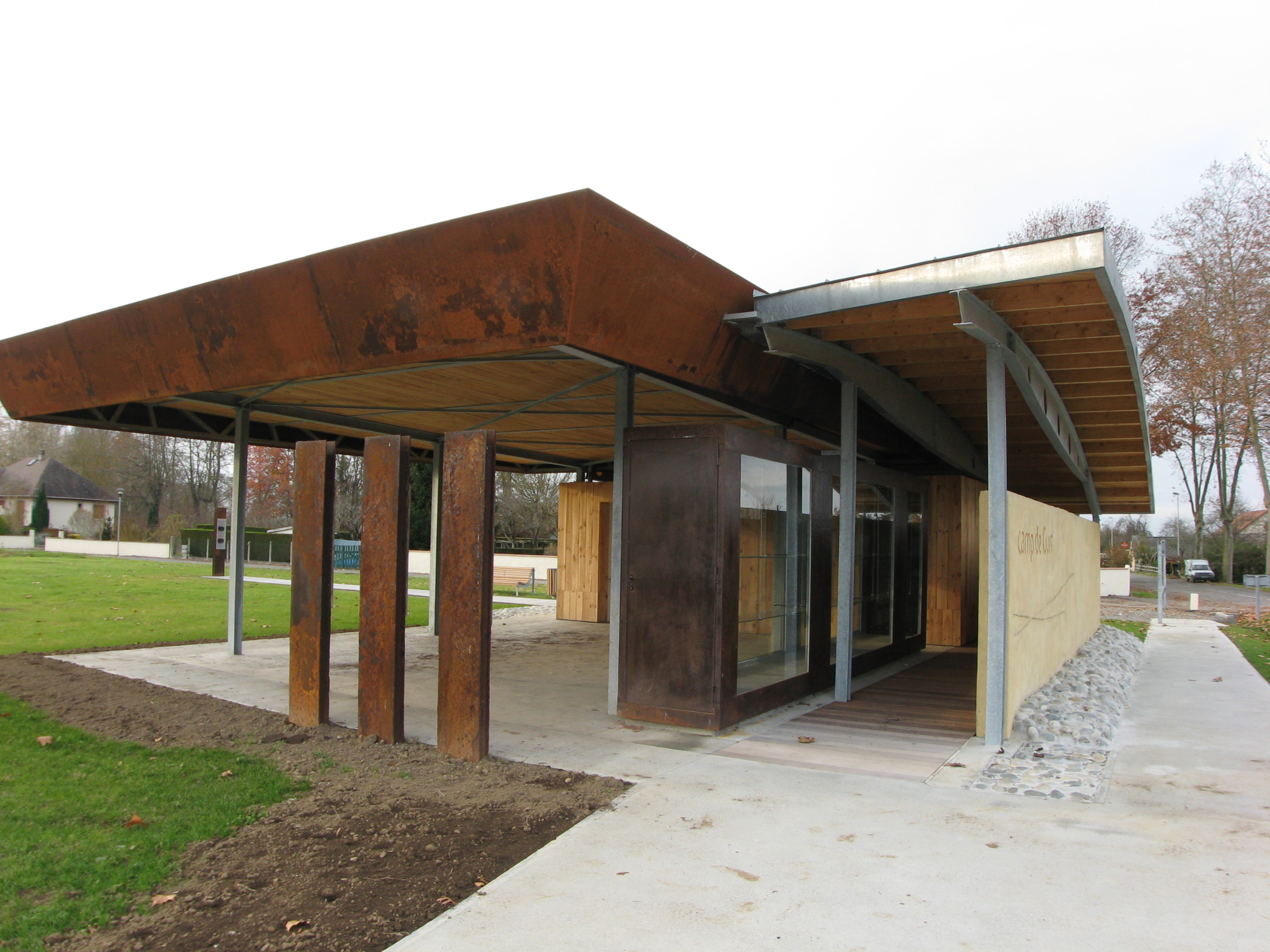
Veduta del padiglione

Il campo di internamento era completamente impreparato ad accogliere i circa 6.000 deportati. A causa delle difficoltà di approvvigionamento, delle catastrofiche condizioni igieniche, della pioggia e del freddo, molti deportati morirono subito dopo l'arrivo a Gurs. Alcuni furono distribuiti nei campi vicini (Noé, Le Vernet, Les Milles, Rivesaltes e Récébédou).
I deportati si trovarono impotenti e senza denaro in un paese straniero. Secondo la Gauleitung di Baden, il piano Madagascar era in vigore, e "per quanto qui si sa, il governo francese prevedeva la spedizione dei deportati in Madagascar subito dopo l'apertura delle rotte marittime". Il ministero degli Esteri svedese propose di rilasciare i passaporti per farli emigrare in Sud America. Dal 1941 alcuni riuscirono a emigrare in paesi sicuri attraverso organizzazioni umanitarie internazionali o contatti personali.
Dall'agosto 1942 le 3.907 persone di Baden che si trovavano ancora nel sud della Francia furono deportate su richiesta di Theodor Dannecker (rappresentante di Eichmann) attraverso il campo di transito di Drancy ai campi di sterminio tedeschi, la maggior parte a morire nel campo di Auschwitz-Birkenau. In questo modo i nazionalsocialisti avevano effettivamente raggiunto la "soluzione finale della questione ebraica" in un Gau nazista in due anni.
Sulla sorte delle 826 persone deportate dal Palatinato si sa che 203 morirono nei campi francesi, 338 furono trasportati dall'agosto 1942 nei campi di concentramento dell'Europa orientale, dove furono assassinati, 78 poterono emigrare legalmente o riuscirono a nascondersi, 112 sopravvissero nei campi o ospedali francesi e furono liberati. La sorte di 94 persone è sconosciuta.

## Origine dei deportati

### Comunità di origine del Baden

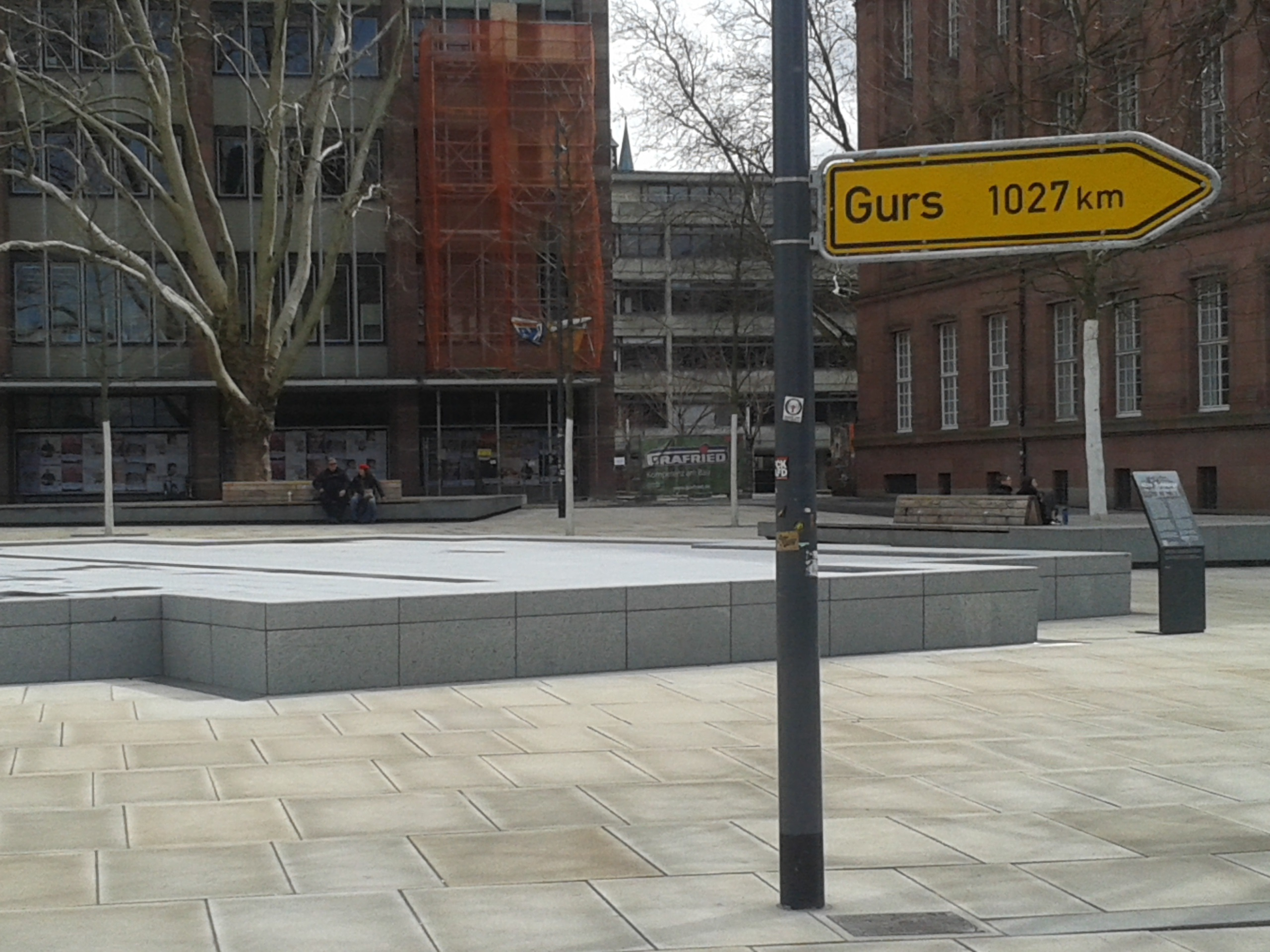
Memoriale sulla piazza della Vecchia Sinagoga progettato come un segnale stradale tedesco

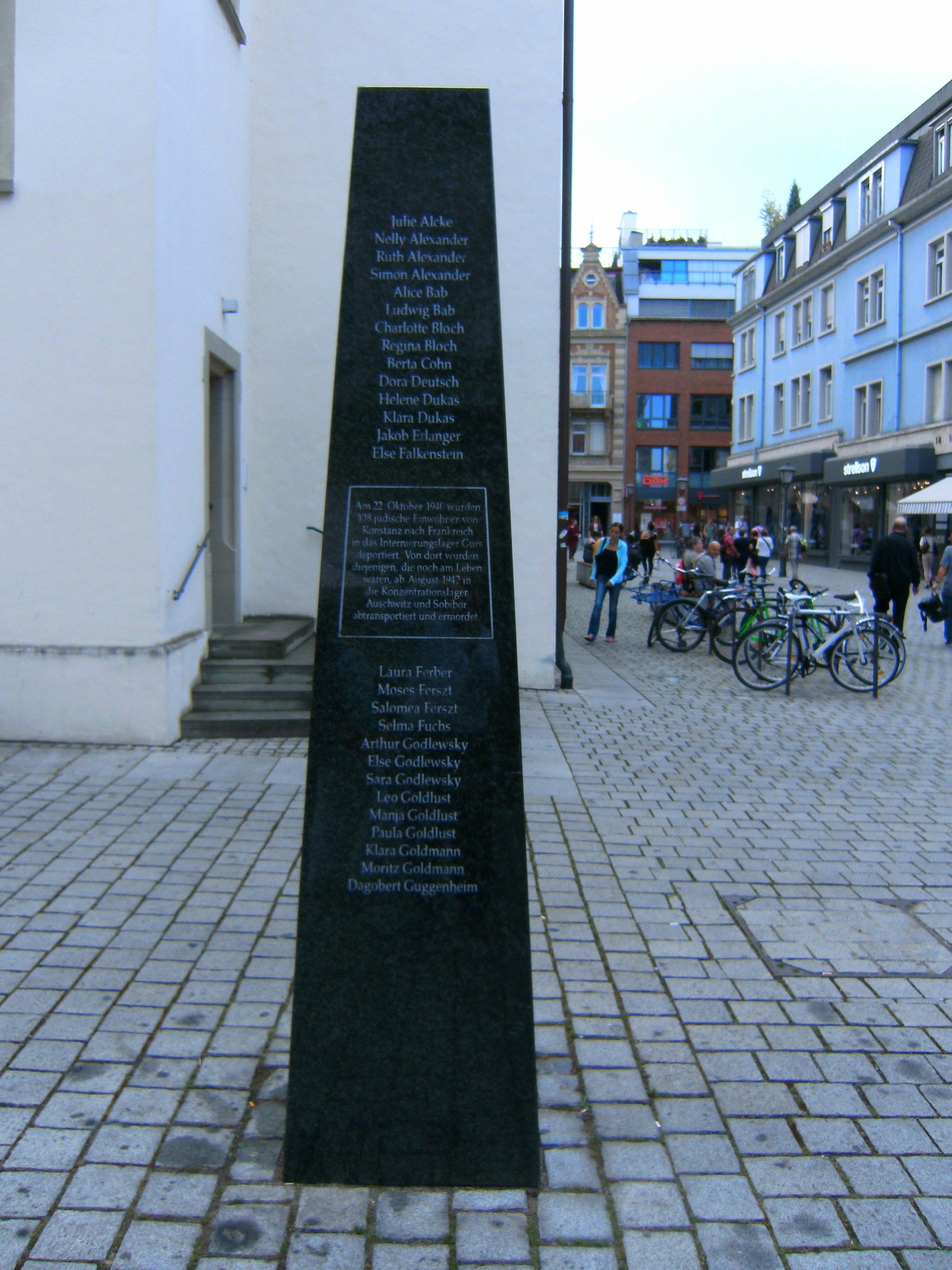
Monolito con i nomi degli ebrei di Costanza deportati

Sulla base degli elenchi dei trasporti pubblicati dalla Biblioteca di Stato di Baden, gli ebrei furono deportati dalle seguenti città e distretti di Baden il 22 ottobre 1940:
- Città di Baden-Baden: 116 persone
- Distretto di Bruchsal: 123 persone da 9 località (Bruchsal, Gondelsheim, Heidelsheim, Langenbrücken, Mingolsheim, Odenheim, Östringen, Philippsburg, Untergrombach)
- Distretto di Buchen: 115 persone provenienti da 22 località (Buchen, Adelsheim, Bödigheim, Eberstadt, Großeicholzheim, Hainstadt, Hardheim, Kleineicholzheim, Merchingen, Sennfeld, Sindolsheim, Walldürn)
- Distretto di Donaueschingen: 2 persone da 2 località (Geisingen, Riedöschingen)
- Distretto di Emmendingen: 68 persone da 2 località (Emmendingen, Kenzingen)
- Distretto di Friburgo e città di Friburgo in Brisgovia: 403 persone da 4 località (Friburgo, Breisach, Eichstetten, Ihringen)
- Distretto e città di Heidelberg: 364 persone da 10 località (Heidelberg, Baiertal, Eberbach, Leimen, Malsch, Meckesheim, Nußloch, Sandhausen, Walldorf, Wiesloch)
- Città di Karlsruhe: 893 persone
- Distretto di Karlsruhe: 101 persone da 8 località (Bretten, Ettlingen, Flehingen, Graben, Grötzingen, Jöhlingen, Malsch, Weingarten)
- Distretto di Kehl: 68 persone da 5 località (Kehl, Appenweier, Bodersweier, Lichtenau, Rheinbischofsheim)
- Città di Costanza: 108 persone
- Distretto di Costanza: 314 persone da 7 località (Costanza, Bohlingen, Gailingen, Hilzingen, Radolfzell, Randegg, Wangen (Öhningen))
- Distretto di Lahr: 116 persone da 8 località (Lahr, Altdorf, Ettenheim, Friesenheim, Kippenheim, Nonnenweier, Rust, Schmieheim)
- Distretto di Lörrach e Säckingen: 62 persone da 4 località (Lörrach, Kirchen vicino a Lörrach, Schopfheim, Zell im Wiesental)
- Città di Mannheim: 1.983 persone
- Distretto di Mannheim: 116 persone da 8 località (Hemsbach, Hockenheim, Ilvesheim, Ladenburg, Lützelsachsen, Reilingen, Schwetzingen, Weinheim)
- Distretto di Mosbach: 57 persone da 8 località (Mosbach, Binau, Billigheim, Heinsheim, Neckarzimmern, Stein,stockinglbrunn, Zwingenberg)
- Ex distretto di Müllheim: 30 persone da 2 località (Badenweiler, Sulzburg)
- Distretto di Offenburg: 115 persone da 4 località (Offenburg, Diersburg, Durbach, Gengenbach)
- Distretto e città di Pforzheim: 192 persone da 2 località (Pforzheim, Königsbach)
- Distretto di Rastatt e Bühl: 89 persone da 7 località (Rastatt, Achern, Bühl, Gernsbach, Hörden, Kuppenheim, Muggensturm)
- Distretto di Sinsheim: 127 persone da 16 località (Sinsheim, Berwangen, Eppingen, Gemmingen, Grombach, Hoffenheim, Ittlingen, Neckarbischofsheim, Neidenstein, Obergimpern, Rohrbach b.S., Bad Rappenau, Schluchtern, Stebbach, Waibstadt, Wollenberg)
- Distretto Tauberbischofsheim: 94 persone da 10 località (Tauberbischofsheim, Dertingen, Freudenberg, Grünsfeld, Impfingen, Königheim, Külsheim, Messelhausen, Wenkheim, Wertheim)
- Distretto di Villingen: 14 persone da 2 località (Villingen, Triberg)
- Distretto di Waldshut: 7 persone da 2 località (Waldshut, Tiengen)
- Distretto di Wolfach: Quattro persone da 2 località (Haslach im Kinzigtal, Nordrach)

Poiché non sono disponibili gli elenchi dei nominativi per le seguenti città e distretti, esistono discrepanze nel numero totale dei 5.603 deportati denunciati: città di Mannheim e Karlsruhe; contee di Friburgo, Emmendingen, Mosbach e Muellheim (in quest'ultimo le famiglie ebree residenti avevano già lasciato la città e quindi compaiono negli elenchi di altri luoghi).

### Comunità di origine del Palatinato
L'elenco stampato degli ebrei deportati dal Palatinato il 22 ottobre 1940 nomina 826 persone, per lo più uomini e donne più anziani, con il loro cognome, nome, data di nascita, ultimo luogo di residenza e in alcuni casi con via e numero civico:
- Albisheim
- Alsenz
- Altdorf
- Altenbamberg
- Arzheim
- Bad Dürkheim
- Bergzabern
- Billigheim
- Brücken
- Deidesheim
- Dielkirchen
- Dirmstein
- Dreisen
- Ebernburg
- Edenkoben
- Edesheim
- Ellerstadt
- Erlenbach bei Dahn
- Essingen
- Frankenthal
- Fußgönheim
- Gauersheim
- Gaugrehweiler
- Geinsheim
- Germersheim
- Glan-Münchweiler
- Gommersheim
- Großbockenheim
- Grünstadt
- Haßloch
- Herschberg
- Heßheim
- Hochspeyer
- Höheinöd
- Iggelheim
- Ingenheim
- Kaiserslautern
- Kirchheim an der Eck
- Kirchheimbolanden
- Kleinbockenheim
- Klingenmünster
- Konken
- Kusel
- Lachen
- Lambsheim
- Landau/Pf.
- Landstuhl
- Leimersheim
- Lingenfeld
- Ludwigshafen
- Maikammer
- Marnheim
- Meckenheim
- Mutterstadt
- Münchweiler an der Alsenz
- Mußbach
- Neuhemsbach
- Neuhofen
- Neuleiningen
- Neustadt/Wstr.
- Niederhochstadt
- Niederkirchen b. Kaiserslautern
- Niedermoschel
- Oberhausen
- Oberlustadt
- Obermoschel
- Odenbach/Glan
- Odernheim
- Pirmasens
- Rockenhausen
- Roxheim
- Ruchheim
- Saalstadt
- Sembach
- Schifferstadt
- Schneebergerhof
- Schwegenheim
- Speyer/Rh.
- Steinbach am Donnersberg
- Steinbach am Glan
- Teschenmoschel
- Thaleischweiler
- Ulmet
- Venningen
- Wachenheim
- Waldfischbach
- Wallhalben
- Weisenheim am Berg
- Weisenheim am Sand
- Winnweiler
- Zweibrücken

### Comunità di origine della Saarland
Il registro cartaceo degli ebrei deportati dalla Saarland il 22 ottobre 1940 nomina 134 persone, per lo più uomini e donne più anziani, con il loro cognome, nome, data di nascita, via e numero civico:
- Brotdorf
- Differten
- Höcherberg
- Homburg
- Illingen
- Merchweiler
- Merzig
- Nalbach
- Neunkirchen
- Ottweiler
- Saarbrücken
- Saarwellingen
- St. Ingbert
- St. Wendel
- Siersburg
- Tholey
- Wiebelskirchen

## Classificazione storica
Le misure furono le prime nel loro genere in tutto il Terzo Reich. Lo studioso dell'Olocausto Christopher R. Browning (USA) ha sottolineato la fluida interazione delle varie autorità, dall'Ufficio RSHA al Ministero dei trasporti, nella pianificazione e attuazione di queste prime deportazioni di ebrei, che, tuttavia, non furono prive di "complicazioni", tanto che divenne chiaro "che c'erano limiti alla politica di espulsione in Occidente". Secondo lo storico tedesco Peter Steinbach, la deportazione degli ebrei dalla Germania sud-occidentale aveva un carattere paradigmatico per le deportazioni successive da tutta la Germania.

## Memoriali

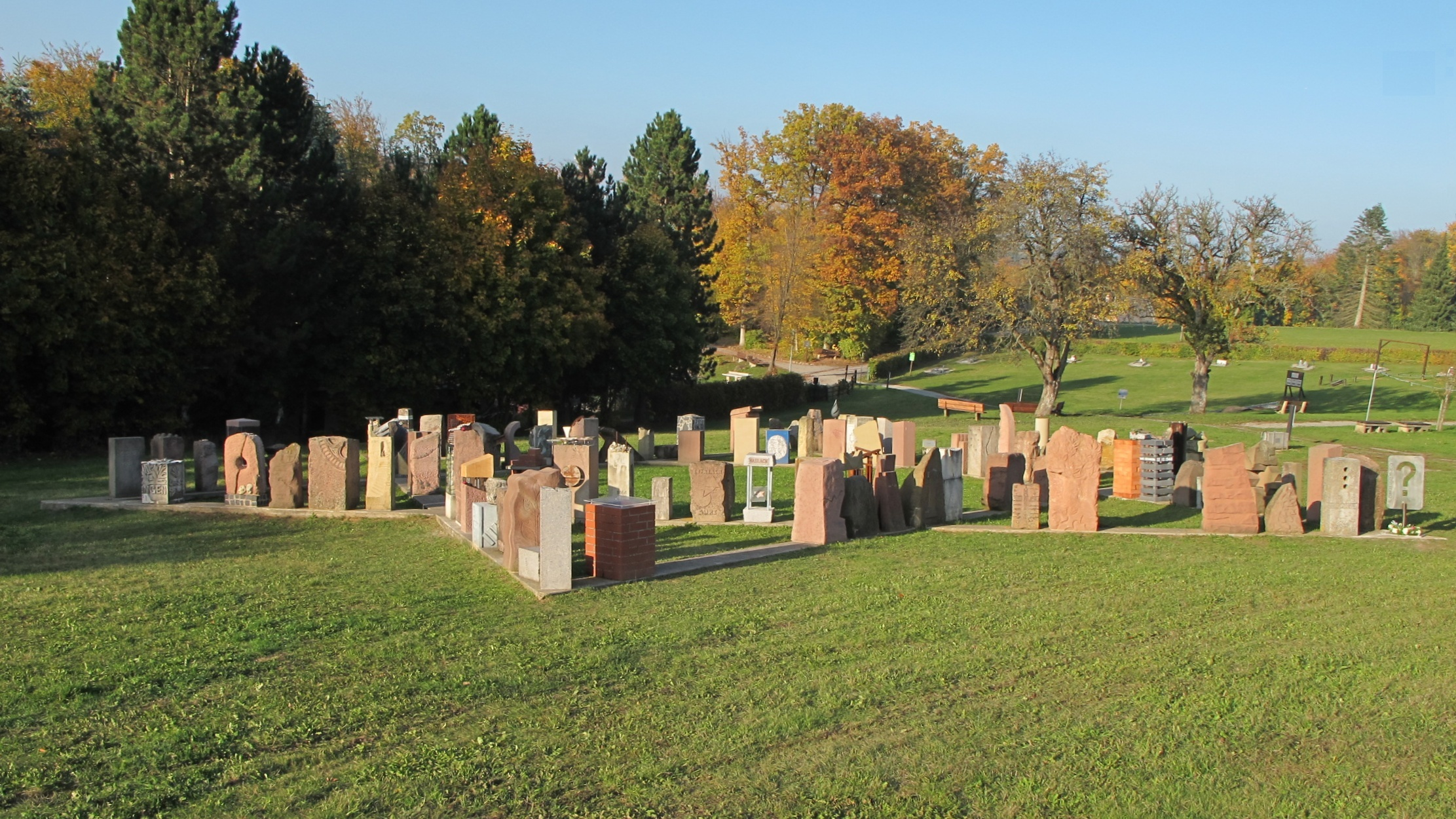
Memoriale di Neckarzimmern

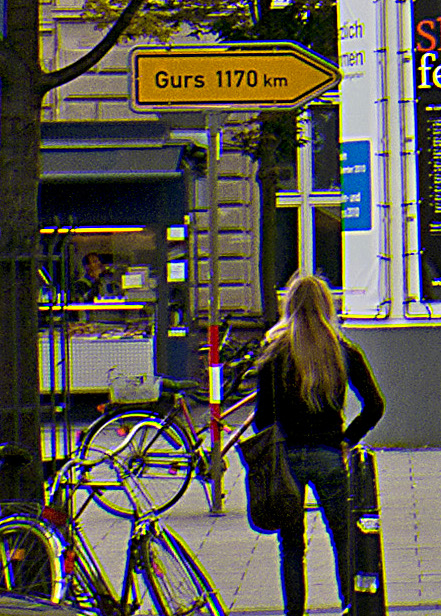
Cartello per Camp de Gurs alla stazione centrale di Mannheim

Un memoriale per gli ebrei deportati dal Baden è stato eretto a Neckarzimmern tra il 2002 e il 2005. Il 24 ottobre 2005 sono state inaugurate le prime targhe commemorative nell'ex campo di lavoro, ora centro ricreativo per i giovani protestanti. 
Il memoriale si compone di una stella di David di 25 x 25 metri posata nel terreno, su cui sono poste delle singole pietre commemorative per le vittime provenienti da un determinato luogo. La scultura a pavimento della stella di David è stata creata per i 138 luoghi di deportazione del Baden; nell'ottobre 2015 sono state completate 109 pietre. Nel frattempo ci sono stati anche diversi incontri tra i parenti delle vittime e i promotori dell'iniziativa.
A Mannheim un cartello sul piazzale della stazione ferroviaria principale commemora la deportazione e l'assassinio degli abitanti della città per mano dei nazionalsocialisti.
Simili segni ci sono anche a Friburgo: numerose pietre d'inciampo, una targa commemorativa su Annaplatz e sul sito della Vecchia Sinagoga, oltre a un memoriale sul ponte Wiwilíbrücke.